# Ahdaf Soueif
Ahdaf Soueif —en árabe هداف سويف—, (n. 23 de marzo de 1950)— es una novelista, traductora, comentadora política y cultural egipcia. 

## Primeros años
Soueif nació en El Cairo, donde vive. Se formó en Egipto y en el Reino Unido, donde recibió un doctorado en Lingüística en la Universidad de Lancaster. Su hermana es la activista por los derechos humanos y de la mujer, además de profesora de Matemática Laila Soueif.

## Trayectoria
Su novela debut, In the Eye of the Sun (1993), situada en Egipto y el Reino Unido, relata el crecimiento de Asya, una bella egipcia que, según sus palabras, «se siente más cómoda con el arte que con la vida». Su segunda novela, The Map of Love (1999) fue seleccionada para el premio Booker, se tradujo a 21 idiomas y vendió más de un millón de ejemplares. También ha publicado dos obras de cuentos: Aisha (1983) y Sandpier (1996), de las cuales una parte se publicó más tarde en la colección I Think of You (2007) y Stories of Ourselves (2010).
Soueif escribe principalmente en inglés, pero sus lectores que hablan árabe afirman que escuchan esa lengua detrás del inglés. También ha traducido He visto Ramallah de Mourid Barghouti del árabe al inglés, con un prefacio de Edward Said.
Además de sus lecturas sobre la historia y la política de su país, Souief escribe acerca de Palestina en sus trabajos de ficción y de no ficción. Publicó una versión más breve de «Under the Gun: A Palestinian Journey» en The Guardian, y la original en su colección de ensayos Mezzaterra: Fragments from the Common Ground (2004). También escribió la introducción de la reimpresión de Un Captif Amoureux de Jean Genet, de NYRB. En 2008 creó el Festival Palestino de Literatura, del que es jefa y fundadora.
Soueif es comentadora política y cultural del periódico The Guardian, allí publicó noticias sobre la Revolución egipcia. En enero de 2012 publicó Cairo: My City, Our Revolution («El Cairo, mi ciudad, nuestra revolución»), un relato personal sobre el primer año de este conflicto político. Inicialmente, apoyó la caída de la democracia y su reemplazo con el gobierno de Abdel Fattah el-Sisi. Su hermana Laila Soueif y sus sobrinos —Alaa Abd El-Fatah, Mona Seif y Sanaa Seif— también son activistas.
Estuvo casada con Ian Hamilton, con quien tuvo dos hijos: Omar Robert y Ismail Richard Hamilton.
Fue nombrada como integrante de la junta directiva del Museo Británico en 2012 y luego continuó en el cargo por cuatro años más hasta 2016. Sin embargo, renunció en 2019 al quejarse sobre el patrocinio de BP, la renuencia a recontratar trabajadores transferidos a Carillion y la falta de involucramiento en repatriar obras de arte. En junio de 2013, Soueif, junto con otras personalidades famosas, apareció en un video de apoyo hacia Chelsea Manning.

## Premios
En una reseña sobre novelistas egipcios, Harper's Magazine incluyó a Soueif en una selección de «los escritores más talentosos del país». Además recibió los siguientes premios literarios:
- 1996: Feria Internacional del Libro de El Cairo: Mejor colección de cuentos (Sandpiper).
- 1999: Nominación al premio Booker (The Map of Love)
- 2010: Premio inaugural Mahmoud Darwish[16]
- 2011: Premio Cavafy
- 2011: Mencionada en la lista de The Guardian «Books Power 100».[17]

### Obras
- Aisha, Londres: Bloomsbury, 1983.
- In the Eye of the Sun, Nueva York: Random House, 1992.
- Sandpiper, Londres: Bloomsbury, 1996.
- The Map of Love, Londres: Bloomsbury, 1999.
- Traducción de I Saw Ramallah de Mourid Barghouti. Nueva York: Anchor Books, 2003.
- Mezzaterra: Fragments from the Common Ground, Nueva York: Anchor Books, 2004.
- I Think of You, Londres: Bloomsbury: 2007
- Cairo: My City, Our Revolution, Londres: Bloomsbury, 2012

### Crítica literaria
- Cariello, Marta. «Bodies Across: Ahdaf Soueif, Fadia Faqir, Diana Abu Jaber», en Al Maleh, Layla (ed.), Arab Voices in Diaspora. Critical Perspectives on Anglophone Arab Literature. Ámsterdam/Nueva York, 2009. ISBN 978-90-420-2718-3.